# Rivière Marralik
Der Rivière Marralik ist ein ca. 170 km langer Zufluss der Ungava Bay in der Verwaltungsregion Nord-du-Québec der kanadischen Provinz Québec. 

## Flusslauf
Der Rivière Marralik hat seinen Ursprung in einem namenlosen 320 m hoch gelegenen See südöstlich des Lac Le Gendre. Er fließt in überwiegend nordnordwestlicher Richtung. Dabei durchfließt er den Lac Le Gendre, den Lac Makwachau Upikwayipanan, den 37 km² großen Lac Saffray und den Lac Marraliup. Sein Einzugsgebiet umfasst 3445 km². Der Rivière Marralik verläuft 20 km östlich des Unterlaufs des Rivière à la Baleine. Der rechte Nebenfluss Rivière Danguy bildet den Abfluss des Impaktkratersees Lac La Moinerie.